# Natalja Lwowna Sokolowa
Natalja Lwowna Sokolowa (russisch Наталья Львовна Соколова, belarussisch Наталля Сакалова/Natallja Sakalowa; * 23. Oktober 1973 in Tscheljabinsk) ist eine ehemals russische und zeitweise für Belarus gestartete Biathletin.
Natalja Sokolowa begann 1996 mit dem Biathlonsport. Ihr Weltcupdebüt gab sie 1997 in Lillehammer. Nach einem enttäuschenden 82. Platz wurde sie erst 1999 in Ruhpolding eingesetzt, wo sie im Sprint sofort in die Punkte (Platz 17) kam. Bis 2003 wurde sie noch mehrfach, aber immer nur sporadisch, im russischen Weltcupteam eingesetzt, und erreichte selten vorzeigbare Platzierungen. Da sie in der Saison 2004/05 keine Berücksichtigung im russischen Team fand, wechselte sie zum belarussischen Verband und trat seit der Saison 2005/06 für Belarus an. Hier wurde sie zu einer erfolgreichen Athletin. Mehrmals landete sie unter den ersten 10, ihr bestes Ergebnis war ein vierter Platz in der Verfolgung beim Rennen in Kontiolahti im Jahr 2004. Seit der Saison 2007/08 startet sie wieder für Russland. Sie gewann die Gesamtwertung des Biathlon-IBU-Cups 2008/09.
Vier Mal (2000, 2001, 2004 und 2005) nahm sie an Weltmeisterschaften teil. Mit der russischen Staffel wurde sie 2004 Europameisterin, 2001 Vizeeuropameisterin. Hinzu kommt ein Europameistertitel in der Verfolgung 2006 in Langdorf.

## Weltcup-Ergebnisse
Die Tabelle zeigt alle Platzierungen (je nach Austragungsjahr einschließlich Olympische Spiele und Weltmeisterschaften).
- 1.–3. Platz: Anzahl der Podiumsplatzierungen
- Top 10: Anzahl der Platzierungen unter den ersten zehn (einschließlich Podium)
- Punkteränge: Anzahl der Platzierungen innerhalb der Punkteränge (einschließlich Podium und Top 10)
- Starts: Anzahl gelaufener Rennen in der jeweiligen Disziplin
- Staffel: inklusive Mixed- und Single-Mixed-Staffeln

| Platzierung                    | Einzel | Sprint | Verfolgung | Massenstart | Staffel | Gesamt |
| ------------------------------ | ------ | ------ | ---------- | ----------- | ------- | ------ |
| 1. Platz                       |        |        |            |             |         |        |
| 2. Platz                       |        |        |            |             |         |        |
| 3. Platz                       |        |        | 1          |             |         | 1      |
| Top 10                         |        | 4      | 4          | 2           | 7       | 17     |
| Punkteränge                    | 1      | 14     | 11         | 7           | 10      | 43     |
| Starts                         | 10     | 25     | 18         | 7           | 10      | 70     |
| Stand: nach der Saison 2008/09 |        |        |            |             |         |        |